# Maxim Saint-Pierre
Maxim Joseph Saint-Pierre (né le 17 avril 1980 à Québec, Québec, Canada) est un receveur au baseball. Il a fait ses débuts dans les Ligues majeures au cours de la saison 2010 avec les Tigers de Detroit, après quatorze saisons passées dans les ligues mineures.

## Carrière
Maxim Saint-Pierre fréquente le Collège de Lévis à l'adolescence et se joint à l'âge de 17 ans à l'organisation des Tigers de Detroit, qui le repêche au 26e tour en juin 1997,. Il évolue dans les ligues mineures dans l'organisation des Tigers de 1997 à 2006, atteignant le niveau Triple-A lors de cette dernière année. Devenu agent libre, il rejoint l'organisation des Royals de Kansas City le 30 janvier 2007, mais est échangé aux Brewers de Milwaukee le 27 mars suivant en retour du lanceur Ben Hendrickson. Après une saison au niveau Double-A chez les Stars de Huntsville, affiliés aux Brewers, il devient agent libre à nouveau et signe en décembre 2007 un nouveau contrat avec Detroit.
Saint-Pierre, un receveur qui lance et frappe de la droite, passe au total quatorze saisons dans les ligues mineures, dont les trois dernières années partagées entre le niveau Double-A, avec les SeaWolves d'Erie de la Ligue Eastern, et le niveau Triple-A chez les Mud Hens de Toledo de la Ligue internationale. Durant cette période, Saint-Pierre surmonte plusieurs obstacles, dont un problème d'alcoolisme,, et une connaissance limitée de la langue anglaise qui complique ses interactions avec les lanceurs lors de ses premières années aux États-Unis. 
Le 1er septembre 2010, Saint-Pierre est rappelé des mineures par les Tigers de Detroit.
Le 4 septembre, à l'âge de 30 ans et après 978 parties jouées en ligues mineures
, il atteint finalement les majeures. Il amorce derrière le marbre un match des Tigers à Kansas City. En offensive, il se signale en huitième manche, frappant son premier coup sûr dans les grandes ligues face au lanceur des Royals, Dusty Hughes, ce qui lance la poussée de deux points qui donne aux Tigers une victoire de 6-4,.
Il joue un total de six parties avec les Tigers en 2010, frappant deux coups sûrs (un simple et un double) en neuf présences au bâton, pour une moyenne au bâton de ,222.
Le 18 janvier 2012, après une saison 2011 passée à Toledo, Saint-Pierre signe un contrat des ligues mineures avec les Red Sox de Boston.
Saint-Pierre fait partie de l'équipe du Canada à la Classique mondiale de baseball de 2006.